# Lathyrus nervosus
Lathyrus nervosus är en ärtväxtart som beskrevs av Jean-Baptiste de Lamarck. Lathyrus nervosus ingår i släktet vialer, och familjen ärtväxter. Inga underarter finns listade i Catalogue of Life.